# Flèche brabançonne 2024
La Flèche brabançonne 2024 est la 64e édition de cette course cycliste masculine sur route. Elle a lieu le 10 avril 2024 dans les provinces du Brabant flamand et du Brabant wallon, en Belgique, et fait partie du calendrier UCI ProSeries 2024 en catégorie 1.Pro. 

## Parcours
Le départ est donné à Louvain et l'arrivée est jugée sur la chaussée de Bruxelles (Brusselsesteenweg) à Overijse après 195,2 km de course. Louvain et Overijse accueillent le départ et l'arrivée de la Flèche brabançonne respectivement depuis 2008 et 2010. Le parcours comporte un total de 24 côtes et se termine par trois tours d'un circuit local de 21,9 km autour d’Overijse comportant les deux tronçons en côte et pavés de la Hertstraat (0,3 km à 6,5%) et de la Moskestraat (0,5 km à 7,1%) ainsi que les trois côtes du Hagaard (900 m à 5,4%), du Holstheide (800 m à 5,6%) et celle d’arrivée, la S-Bocht (1,5 km à 3,6%).

## Équipes
22 équipes participent à cette Flèche brabançonne - 11 WorldTeams et 11 équipes ProTeams.
| WorldTeams (11)- Alpecin-Deceuninck - Arkéa-B&B Hotels - Bahrain Victorious - Cofidis - Decathlon-AG2R La Mondiale - EF Education-EasyPost - Intermarché-Wanty - Soudal Quick-Step - Team dsm-firmenich PostNL - Team Jayco AlUla - UAE Team Emirates ProTeams (11)- Bingoal WB - Caja Rural-Seguros RGA - Lotto Dstny - Israel-Premier Tech - Q36.5 Pro Cycling Team - TDT-Unibet - Team Flanders-Baloise - Team Novo Nordisk - TotalEnergies - Tudor Pro Cycling Team - Uno-X Mobility |
| |

## Récit de la course
À l'avant-dernier passage sur la ligne d'arrivée, un trio composé de Dylan Teuns, Tim Wellens et Marijn van den Berg est en tête de la course avec 24 secondes d'avance sur le peloton. Á 10 km du terme, l'avance des trois fuyards n'est plus que de quatre secondes et Quinten Hermans parvient à revenir seul sur eux. Deux kilomètres plus loin, dans la montée de Holstheide, c'est au tour de Benoît Cosnefroy de rejoindre le groupe de tête. Deux autres coureurs parviennent aussi à faire le bond dans les 1 500 mètres suivants : Jefferson Cepeda puis Joseph Blackmore. Ce groupe de tête composé désormais de sept hommes accentue son avance. À 2 700 mètres du terme, Marijn van den Berg prend quelques secondes d'avance sur ses compagnons d'échappée et aborde seul en tête la montée de la S-Bocht vers l'arrivée. Cependant, il est rejoint aux 500 mètres. Lancé par Blackmore, le sprint est remporté par Benoît Cosnefroy devant Dylan Teuns.

## Classements

### Classement final
| \| Classement général \| Classement général \| Classement général \| Classement général \| Classement général \| \| Coureur \| Coureur \| Pays \| Équipe \| Temps \| \| ------------------ \| ------------------- \| ------------------ \| -------------------------- \| ------------------ \| \| 1er \| Benoît Cosnefroy \| France \| Decathlon-AG2R La Mondiale \| 4 h 17 min 02 s \| \| 2e \| Dylan Teuns \| Belgique \| Israel-Premier Tech \| + 0 s \| \| 3e \| Tim Wellens \| Belgique \| UAE Team Emirates \| + 0 s \| \| 4e \| Joseph Blackmore \| Royaume-Uni \| Israel-Premier Tech \| + 0 s \| \| 5e \| Jefferson Cepeda \| Équateur \| Caja Rural-Seguros RGA \| + 0 s \| \| 6e \| Quinten Hermans \| Belgique \| Alpecin-Deceuninck \| + 0 s \| \| 7e \| Marijn van den Berg \| Pays-Bas \| EF Education-EasyPost \| + 10 s \| \| 8e \| Michael Matthews \| Australie \| Team Jayco AlUla \| + 28 s \| \| 9e \| Vito Braet \| Belgique \| Intermarché-Wanty \| + 28 s \| \| 10e \| Corbin Strong \| Nouvelle-Zélande \| Israel-Premier Tech \| + 28 s \| |                     |                  |                            |                 |
| |                     |                  |                            |                 |
| Source : ProCyclingStats |                     |                  |                            |                 |
| Classement général |                     |                  |                            |                 |
| Coureur | Coureur             | Pays             | Équipe                     | Temps           |
| 1er | Benoît Cosnefroy    | France           | Decathlon-AG2R La Mondiale | 4 h 17 min 02 s |
| 2e | Dylan Teuns         | Belgique         | Israel-Premier Tech        | + 0 s           |
| 3e | Tim Wellens         | Belgique         | UAE Team Emirates          | + 0 s           |
| 4e | Joseph Blackmore    | Royaume-Uni      | Israel-Premier Tech        | + 0 s           |
| 5e | Jefferson Cepeda    | Équateur         | Caja Rural-Seguros RGA     | + 0 s           |
| 6e | Quinten Hermans     | Belgique         | Alpecin-Deceuninck         | + 0 s           |
| 7e | Marijn van den Berg | Pays-Bas         | EF Education-EasyPost      | + 10 s          |
| 8e | Michael Matthews    | Australie        | Team Jayco AlUla           | + 28 s          |
| 9e | Vito Braet          | Belgique         | Intermarché-Wanty          | + 28 s          |
| 10e | Corbin Strong       | Nouvelle-Zélande | Israel-Premier Tech        | + 28 s          |

### Classement UCI
La course attribue des points au classement mondial UCI 2024 selon le barème suivant :
| Position           | 1er | 2e  | 3e  | 4e  | 5e | 6e | 7e | 8e | 9e | 10e | 11e | 12e | 13e | 14e | 15e | 16e à 30e | 31e à 40e |
| Classement général | 200 | 150 | 125 | 100 | 85 | 70 | 60 | 50 | 40 | 35  | 30  | 25  | 20  | 15  | 10  | 5         | 3         |

## Liste des participants
| Légende | Légende                                                                    | Légende | Légende                                                    |
| ------- | -------------------------------------------------------------------------- | ------- | ---------------------------------------------------------- |
| Num     | Dossard de départ porté par le coureur sur cette Flèche brabançonne        | Pos     | Position à l'arrivée de la course                          |
|         | Indique un maillot de champion national ou mondial, suivi de sa spécialité | NP      | Indique un coureur qui n'a pas pris le départ de la course |
| AB      | Indique un coureur qui n'a pas terminé la course                           | HD      | Indique un coureur qui a terminé la course hors des délais |

| Decathlon-AG2R La Mondiale DAT | Decathlon-AG2R La Mondiale DAT | Decathlon-AG2R La Mondiale DAT |
| ------------------------------ | ------------------------------ | ------------------------------ |
| Num                            | Coureur                        | Pos                            |
| 1                              | Dorian Godon (FRA)             | 23e                            |
| 2                              | Rasmus Søjberg (DEN)           | AB                             |
| 3                              | Benoît Cosnefroy (FRA)         | 1er                            |
| 4                              | Dries De Bondt (BEL)           | 58e                            |
| 5                              | Sander De Pestel (BEL)         | DQ                             |
| 6                              | Noa Isidore (FRA)              | 75e                            |
| 7                              | Andrea Vendrame (ITA)          | 59e                            |

| Alpecin-Deceuninck ADC | Alpecin-Deceuninck ADC     | Alpecin-Deceuninck ADC |
| ---------------------- | -------------------------- | ---------------------- |
| Num                    | Coureur                    | Pos                    |
| 11                     | Tobias Bayer (AUT)         | 63e                    |
| 12                     | Quinten Hermans (BEL)      | 6e                     |
| 13                     | Søren Kragh Andersen (DEN) | 42e                    |
| 14                     | Axel Laurance (FRA)        | 30e                    |
| 15                     | Xandro Meurisse (BEL)      | 57e                    |
| 16                     | Jimmy Janssens (BEL)       | AB                     |
| 17                     | Stan Van Tricht (BEL)      | 62e                    |

| Intermarché-Wanty IWA | Intermarché-Wanty IWA   | Intermarché-Wanty IWA |
| --------------------- | ----------------------- | --------------------- |
| Num                   | Coureur                 | Pos                   |
| 21                    | Vito Braet (BEL)        | 9e                    |
| 22                    | Francesco Busatto (ITA) | 28e                   |
| 23                    | Dries De Pooter (BEL)   | 52e                   |
| 24                    | Victor Hannes (BEL)     | AB                    |
| 25                    | Tom Paquot (BEL)        | 76e                   |
| 26                    | Wouter Toussaint (NED)  | AB                    |
| 27                    | Georg Zimmermann (GER)  | 47e                   |

| Soudal Quick-Step SOQ | Soudal Quick-Step SOQ   | Soudal Quick-Step SOQ |
| --------------------- | ----------------------- | --------------------- |
| Num                   | Coureur                 | Pos                   |
| 31                    | Ayco Bastiaens (BEL)    | AB                    |
| 32                    | Gil Gelders (BEL)       | 51e                   |
| 33                    | Antoine Huby (FRA)      | AB                    |
| 34                    | Pieter Serry (BEL)      | 25e                   |
| 35                    | Jordi Warlop (BEL)      | AB                    |
| 36                    | Pepijn Reinderink (NED) | 61e                   |
| 37                    | Louis Vervaeke (BEL)    | 53e                   |

| Arkéa-B&B Hotels ARK | Arkéa-B&B Hotels ARK    | Arkéa-B&B Hotels ARK |
| -------------------- | ----------------------- | -------------------- |
| Num                  | Coureur                 | Pos                  |
| 41                   | Vincenzo Albanese (ITA) | AB                   |
| 42                   | Jenthe Biermans (BEL)   | 22e                  |
| 43                   | Hubert Grygowski (POL)  | AB                   |
| 44                   | Laurens Huys (BEL)      | 35e                  |
| 45                   | Mathis Le Berre (FRA)   | 26e                  |
| 46                   | Alan Riou (FRA)         | AB                   |
| 47                   | Lucas Janssen (NED)     | AB                   |

| Bahrain Victorious TBV | Bahrain Victorious TBV      | Bahrain Victorious TBV |
| ---------------------- | --------------------------- | ---------------------- |
| Num                    | Coureur                     | Pos                    |
| 51                     | Matevž Govekar (SLO)        | 65e                    |
| 52                     | Alberto Bruttomesso (ITA)   | AB                     |
| 53                     | Nicolò Buratti (ITA)        | 18e                    |
| 54                     | Andrea Pasqualon (ITA)      | 72e                    |
| 55                     | Johan Price-Pejtersen (DEN) | AB                     |
| 56                     | Dušan Rajović (SRB)         | AB                     |
| 57                     | Cameron Scott (AUS)         | AB                     |

| Cofidis COF | Cofidis COF                | Cofidis COF |
| ----------- | -------------------------- | ----------- |
| Num         | Coureur                    | Pos         |
| 61          | Ben Hermans (BEL)          | 40e         |
| 62          | Nicolas Debeaumarché (FRA) | AB          |
| 63          | Eddy Finé (FRA)            | AB          |
| 64          | Christophe Noppe (BEL)     | AB          |
| 65          | Ludovic Robeet (BEL)       | AB          |

| EF Education-EasyPost EFE | EF Education-EasyPost EFE | EF Education-EasyPost EFE |
| ------------------------- | ------------------------- | ------------------------- |
| Num                       | Coureur                   | Pos                       |
| 71                        | Mikkel Honoré (DEN)       | 12e                       |
| 72                        | Markel Beloki (ESP)       | AB                        |
| 73                        | James Shaw (GBR)          | 31e                       |
| 74                        | Lukas Nerurkar (GBR)      | 83e                       |
| 75                        | Darren Rafferty (IRL)     | 45e                       |
| 76                        | Marijn van den Berg (NED) | 7e                        |
| 77                        | Harry Sweeny (AUS)        | 82e                       |

| Team dsm-firmenich PostNL DFP | Team dsm-firmenich PostNL DFP | Team dsm-firmenich PostNL DFP |
| ----------------------------- | ----------------------------- | ----------------------------- |
| Num                           | Coureur                       | Pos                           |
| 81                            | Vlad Van Mechelen (BEL)       | AB                            |
| 82                            | Robbe Dhondt (BEL)            | AB                            |
| 84                            | Martijn Tusveld (NED)         | AB                            |
| 85                            | Frank van den Broek (NED)     | 37e                           |
| 86                            | Tim Naberman (NED)            | AB                            |
| 87                            | Enzo Leijnse (NED)            | AB                            |

| Team Jayco AlUla JAY | Team Jayco AlUla JAY          | Team Jayco AlUla JAY |
| -------------------- | ----------------------------- | -------------------- |
| Num                  | Coureur                       | Pos                  |
| 91                   | Michael Matthews (AUS)        | 8e                   |
| 92                   | Lawson Craddock (USA)         | 80e                  |
| 93                   | Anders Foldager (DEN)         | 77e                  |
| 94                   | Jan Maas (NED)                | 64e                  |
| 95                   | Christopher Juul Jensen (DEN) | AB                   |
| 96                   | Blake Quick (AUS)             | AB                   |
| 97                   | Campbell Stewart (NZL)        | AB                   |

| UAE Team Emirates UAD | UAE Team Emirates UAD      | UAE Team Emirates UAD |
| --------------------- | -------------------------- | --------------------- |
| Num                   | Coureur                    | Pos                   |
| 101                   | Tim Wellens (BEL)          | 3e                    |
| 102                   | Marc Hirschi (SUI) (route) | 29e                   |
| 103                   | Anže Ravbar (SLO)          | AB                    |
| 104                   | Gibbe Staes (BEL)          | AB                    |
| 105                   | António Morgado (POR)      | 21e                   |
| 106                   | Nils Politt (GER)          | 71e                   |

| Lotto Dstny LTD | Lotto Dstny LTD             | Lotto Dstny LTD |
| --------------- | --------------------------- | --------------- |
| Num             | Coureur                     | Pos             |
| 111             | Alec Segaert (BEL)          | 66e             |
| 112             | Sébastien Grignard (BEL)    | AB              |
| 113             | Jenno Berckmoes (BEL)       | 15e             |
| 114             | Pascal Eenkhoorn (NED)      | 36e             |
| 115             | Andreas Kron (DEN)          | 33e             |
| 116             | Mathijs Paasschens (NED)    | 85e             |
| 117             | Jonas Gregaard Wilsly (DEN) | 48e             |

| Israel-Premier Tech IPT | Israel-Premier Tech IPT | Israel-Premier Tech IPT |
| ----------------------- | ----------------------- | ----------------------- |
| Num                     | Coureur                 | Pos                     |
| 121                     | Dylan Teuns (BEL)       | 2e                      |
| 122                     | Joseph Blackmore (GBR)  | 4e                      |
| 123                     | Krists Neilands (LAT)   | AB                      |
| 125                     | Corbin Strong (NZL)     | 10e                     |
| 126                     | Stephen Williams (GBR)  | 55e                     |
| 127                     | Kiaan Watts (NZL)       | AB                      |

| Bingoal WB BWB | Bingoal WB BWB         | Bingoal WB BWB |
| -------------- | ---------------------- | -------------- |
| Num            | Coureur                | Pos            |
| 131            | Loïc Vliegen (BEL)     | 69e            |
| 132            | Louis Blouwe (BEL)     | AB             |
| 133            | Johan Meens (BEL)      | 73e            |
| 134            | Kenneth Van Rooy (BEL) | AB             |
| 135            | Luca Van Boven (BEL)   | 27e            |
| 136            | Jens Reynders (BEL)    | AB             |
| 137            | Lucas Jacques (BEL)    | AB             |

| Team Flanders-Baloise TFB | Team Flanders-Baloise TFB | Team Flanders-Baloise TFB |
| ------------------------- | ------------------------- | ------------------------- |
| Num                       | Coureur                   | Pos                       |
| 141                       | Kamiel Bonneu (BEL)       | 32e                       |
| 142                       | Toon Clynhens (BEL)       | AB                        |
| 143                       | Lars Craps (BEL)          | 49e                       |
| 144                       | Elias Maris (BEL)         | 68e                       |
| 145                       | Vincent Van Hemelen (BEL) | 79e                       |
| 146                       | Dylan Vandenstorme (BEL)  | 56e                       |
| 147                       | Ward Vanhoof (BEL)        | AB                        |

| Caja Rural-Seguros RGA CJR | Caja Rural-Seguros RGA CJR    | Caja Rural-Seguros RGA CJR |
| -------------------------- | ----------------------------- | -------------------------- |
| Num                        | Coureur                       | Pos                        |
| 151                        | Julen Arriolabengoa (ESP)     | 89e                        |
| 152                        | Fernando Barceló (ESP)        | 11e                        |
| 153                        | Jefferson Cepeda (ECU)        | 5e                         |
| 154                        | Samuel Fernández García (ESP) | 78e                        |
| 155                        | Calum Johnston (GBR)          | AB                         |
| 156                        | Eduard Prades (ESP)           | 20e                        |
| 157                        | David González López (ESP)    | 24e                        |

| Team Novo Nordisk TNN | Team Novo Nordisk TNN   | Team Novo Nordisk TNN |
| --------------------- | ----------------------- | --------------------- |
| Num                   | Coureur                 | Pos                   |
| 161                   | Hamish Beadle (NZL)     | AB                    |
| 162                   | Sam Brand (GBR)         | AB                    |
| 163                   | Quinten De Graeve (BEL) | AB                    |
| 164                   | Matyáš Kopecký (CZE)    | 44e                   |
| 165                   | Péter Kusztor (HUN)     | AB                    |
| 166                   | Declan Irvine (AUS)     | AB                    |
| 167                   | Umberto Poli (ITA)      | AB                    |

| Q36.5 Pro Cycling Team Q36 | Q36.5 Pro Cycling Team Q36 | Q36.5 Pro Cycling Team Q36 |
| -------------------------- | -------------------------- | -------------------------- |
| Num                        | Coureur                    | Pos                        |
| 171                        | Gianluca Brambilla (ITA)   | 19e                        |
| 172                        | Negasi Abreha (ETH)        | AB                         |
| 173                        | Walter Calzoni (ITA)       | 87e                        |
| 174                        | Alessandro Fancellu (ITA)  | 88e                        |
| 175                        | Joey Rosskopf (USA)        | AB                         |
| 176                        | Rory Townsend (IRL)        | AB                         |
| 177                        | James Whelan (AUS)         | AB                         |

| TDT-Unibet TDT | TDT-Unibet TDT           | TDT-Unibet TDT |
| -------------- | ------------------------ | -------------- |
| Num            | Coureur                  | Pos            |
| 181            | Lander Loockx (BEL)      | 70e            |
| 182            | Hartthijs de Vries (NED) | 67e            |
| 183            | Owen Geleijn (NED)       | AB             |
| 184            | Jelle Johannink (NED)    | 17e            |
| 185            | Tomáš Kopecký (CZE)      | 74e            |
| 186            | Zeb Kyffin (GBR)         | AB             |
| 187            | Adam Ťoupalík (CZE)      | 39e            |

| TotalEnergies TEN | TotalEnergies TEN       | TotalEnergies TEN |
| ----------------- | ----------------------- | ----------------- |
| Num               | Coureur                 | Pos               |
| 191               | Sandy Dujardin (FRA)    | 46e               |
| 192               | Thomas Gachignard (FRA) | 54e               |
| 193               | Lorrenzo Manzin (FRA)   | AB                |
| 194               | Julien Simon (FRA)      | AB                |
| 195               | Anthony Turgis (FRA)    | 16e               |
| 196               | Baptiste Vadic (FRA)    | 84e               |
| 197               | Dries Van Gestel (BEL)  | 13e               |

| Tudor Pro Cycling Team TUD | Tudor Pro Cycling Team TUD     | Tudor Pro Cycling Team TUD |
| -------------------------- | ------------------------------ | -------------------------- |
| Num                        | Coureur                        | Pos                        |
| 201                        | Jacob Eriksson (SWE)           | 60e                        |
| 202                        | Sebastian Kolze Changizi (DEN) | AB                         |
| 203                        | Miká Heming (GER)              | AB                         |
| 204                        | Alexander Kamp (DEN)           | 50e                        |
| 205                        | Arthur Kluckers (LUX)          | 81e                        |
| 206                        | Aloïs Charrin (FRA)            | AB                         |
| 207                        | Fabian Weiss (SUI)             | AB                         |

| Uno-X Mobility UXM | Uno-X Mobility UXM           | Uno-X Mobility UXM |
| ------------------ | ---------------------------- | ------------------ |
| Num                | Coureur                      | Pos                |
| 211                | Tobias Johannessen (NOR)     | 38e                |
| 212                | Martin Bugge Urianstad (NOR) | 43e                |
| 213                | Odd Christian Eiking (NOR)   | 14e                |
| 214                | Markus Hoelgaard (NOR)       | 34e                |
| 215                | Anders Skaarseth (NOR)       | 86e                |
| 216                | Anders Johannessen (NOR)     | AB                 |
| 217                | Andreas Leknessund (NOR)     | 41e                |

| Decathlon-AG2R La Mondiale DAT | Decathlon-AG2R La Mondiale DAT | Decathlon-AG2R La Mondiale DAT |
| ------------------------------ | ------------------------------ | ------------------------------ |
| Num                            | Coureur                        | Pos                            |
| 1                              | Dorian Godon (FRA)             | 23e                            |
| 2                              | Rasmus Søjberg (DEN)           | AB                             |
| 3                              | Benoît Cosnefroy (FRA)         | 1er                            |
| 4                              | Dries De Bondt (BEL)           | 58e                            |
| 5                              | Sander De Pestel (BEL)         | DQ                             |
| 6                              | Noa Isidore (FRA)              | 75e                            |
| 7                              | Andrea Vendrame (ITA)          | 59e                            |

| Alpecin-Deceuninck ADC | Alpecin-Deceuninck ADC     | Alpecin-Deceuninck ADC |
| ---------------------- | -------------------------- | ---------------------- |
| Num                    | Coureur                    | Pos                    |
| 11                     | Tobias Bayer (AUT)         | 63e                    |
| 12                     | Quinten Hermans (BEL)      | 6e                     |
| 13                     | Søren Kragh Andersen (DEN) | 42e                    |
| 14                     | Axel Laurance (FRA)        | 30e                    |
| 15                     | Xandro Meurisse (BEL)      | 57e                    |
| 16                     | Jimmy Janssens (BEL)       | AB                     |
| 17                     | Stan Van Tricht (BEL)      | 62e                    |

| Intermarché-Wanty IWA | Intermarché-Wanty IWA   | Intermarché-Wanty IWA |
| --------------------- | ----------------------- | --------------------- |
| Num                   | Coureur                 | Pos                   |
| 21                    | Vito Braet (BEL)        | 9e                    |
| 22                    | Francesco Busatto (ITA) | 28e                   |
| 23                    | Dries De Pooter (BEL)   | 52e                   |
| 24                    | Victor Hannes (BEL)     | AB                    |
| 25                    | Tom Paquot (BEL)        | 76e                   |
| 26                    | Wouter Toussaint (NED)  | AB                    |
| 27                    | Georg Zimmermann (GER)  | 47e                   |

| Soudal Quick-Step SOQ | Soudal Quick-Step SOQ   | Soudal Quick-Step SOQ |
| --------------------- | ----------------------- | --------------------- |
| Num                   | Coureur                 | Pos                   |
| 31                    | Ayco Bastiaens (BEL)    | AB                    |
| 32                    | Gil Gelders (BEL)       | 51e                   |
| 33                    | Antoine Huby (FRA)      | AB                    |
| 34                    | Pieter Serry (BEL)      | 25e                   |
| 35                    | Jordi Warlop (BEL)      | AB                    |
| 36                    | Pepijn Reinderink (NED) | 61e                   |
| 37                    | Louis Vervaeke (BEL)    | 53e                   |

| Arkéa-B&B Hotels ARK | Arkéa-B&B Hotels ARK    | Arkéa-B&B Hotels ARK |
| -------------------- | ----------------------- | -------------------- |
| Num                  | Coureur                 | Pos                  |
| 41                   | Vincenzo Albanese (ITA) | AB                   |
| 42                   | Jenthe Biermans (BEL)   | 22e                  |
| 43                   | Hubert Grygowski (POL)  | AB                   |
| 44                   | Laurens Huys (BEL)      | 35e                  |
| 45                   | Mathis Le Berre (FRA)   | 26e                  |
| 46                   | Alan Riou (FRA)         | AB                   |
| 47                   | Lucas Janssen (NED)     | AB                   |

| Bahrain Victorious TBV | Bahrain Victorious TBV      | Bahrain Victorious TBV |
| ---------------------- | --------------------------- | ---------------------- |
| Num                    | Coureur                     | Pos                    |
| 51                     | Matevž Govekar (SLO)        | 65e                    |
| 52                     | Alberto Bruttomesso (ITA)   | AB                     |
| 53                     | Nicolò Buratti (ITA)        | 18e                    |
| 54                     | Andrea Pasqualon (ITA)      | 72e                    |
| 55                     | Johan Price-Pejtersen (DEN) | AB                     |
| 56                     | Dušan Rajović (SRB)         | AB                     |
| 57                     | Cameron Scott (AUS)         | AB                     |

| Cofidis COF | Cofidis COF                | Cofidis COF |
| ----------- | -------------------------- | ----------- |
| Num         | Coureur                    | Pos         |
| 61          | Ben Hermans (BEL)          | 40e         |
| 62          | Nicolas Debeaumarché (FRA) | AB          |
| 63          | Eddy Finé (FRA)            | AB          |
| 64          | Christophe Noppe (BEL)     | AB          |
| 65          | Ludovic Robeet (BEL)       | AB          |

| EF Education-EasyPost EFE | EF Education-EasyPost EFE | EF Education-EasyPost EFE |
| ------------------------- | ------------------------- | ------------------------- |
| Num                       | Coureur                   | Pos                       |
| 71                        | Mikkel Honoré (DEN)       | 12e                       |
| 72                        | Markel Beloki (ESP)       | AB                        |
| 73                        | James Shaw (GBR)          | 31e                       |
| 74                        | Lukas Nerurkar (GBR)      | 83e                       |
| 75                        | Darren Rafferty (IRL)     | 45e                       |
| 76                        | Marijn van den Berg (NED) | 7e                        |
| 77                        | Harry Sweeny (AUS)        | 82e                       |

| Team dsm-firmenich PostNL DFP | Team dsm-firmenich PostNL DFP | Team dsm-firmenich PostNL DFP |
| ----------------------------- | ----------------------------- | ----------------------------- |
| Num                           | Coureur                       | Pos                           |
| 81                            | Vlad Van Mechelen (BEL)       | AB                            |
| 82                            | Robbe Dhondt (BEL)            | AB                            |
| 84                            | Martijn Tusveld (NED)         | AB                            |
| 85                            | Frank van den Broek (NED)     | 37e                           |
| 86                            | Tim Naberman (NED)            | AB                            |
| 87                            | Enzo Leijnse (NED)            | AB                            |

| Team Jayco AlUla JAY | Team Jayco AlUla JAY          | Team Jayco AlUla JAY |
| -------------------- | ----------------------------- | -------------------- |
| Num                  | Coureur                       | Pos                  |
| 91                   | Michael Matthews (AUS)        | 8e                   |
| 92                   | Lawson Craddock (USA)         | 80e                  |
| 93                   | Anders Foldager (DEN)         | 77e                  |
| 94                   | Jan Maas (NED)                | 64e                  |
| 95                   | Christopher Juul Jensen (DEN) | AB                   |
| 96                   | Blake Quick (AUS)             | AB                   |
| 97                   | Campbell Stewart (NZL)        | AB                   |

| UAE Team Emirates UAD | UAE Team Emirates UAD      | UAE Team Emirates UAD |
| --------------------- | -------------------------- | --------------------- |
| Num                   | Coureur                    | Pos                   |
| 101                   | Tim Wellens (BEL)          | 3e                    |
| 102                   | Marc Hirschi (SUI) (route) | 29e                   |
| 103                   | Anže Ravbar (SLO)          | AB                    |
| 104                   | Gibbe Staes (BEL)          | AB                    |
| 105                   | António Morgado (POR)      | 21e                   |
| 106                   | Nils Politt (GER)          | 71e                   |

| Lotto Dstny LTD | Lotto Dstny LTD             | Lotto Dstny LTD |
| --------------- | --------------------------- | --------------- |
| Num             | Coureur                     | Pos             |
| 111             | Alec Segaert (BEL)          | 66e             |
| 112             | Sébastien Grignard (BEL)    | AB              |
| 113             | Jenno Berckmoes (BEL)       | 15e             |
| 114             | Pascal Eenkhoorn (NED)      | 36e             |
| 115             | Andreas Kron (DEN)          | 33e             |
| 116             | Mathijs Paasschens (NED)    | 85e             |
| 117             | Jonas Gregaard Wilsly (DEN) | 48e             |

| Israel-Premier Tech IPT | Israel-Premier Tech IPT | Israel-Premier Tech IPT |
| ----------------------- | ----------------------- | ----------------------- |
| Num                     | Coureur                 | Pos                     |
| 121                     | Dylan Teuns (BEL)       | 2e                      |
| 122                     | Joseph Blackmore (GBR)  | 4e                      |
| 123                     | Krists Neilands (LAT)   | AB                      |
| 125                     | Corbin Strong (NZL)     | 10e                     |
| 126                     | Stephen Williams (GBR)  | 55e                     |
| 127                     | Kiaan Watts (NZL)       | AB                      |

| Bingoal WB BWB | Bingoal WB BWB         | Bingoal WB BWB |
| -------------- | ---------------------- | -------------- |
| Num            | Coureur                | Pos            |
| 131            | Loïc Vliegen (BEL)     | 69e            |
| 132            | Louis Blouwe (BEL)     | AB             |
| 133            | Johan Meens (BEL)      | 73e            |
| 134            | Kenneth Van Rooy (BEL) | AB             |
| 135            | Luca Van Boven (BEL)   | 27e            |
| 136            | Jens Reynders (BEL)    | AB             |
| 137            | Lucas Jacques (BEL)    | AB             |

| Team Flanders-Baloise TFB | Team Flanders-Baloise TFB | Team Flanders-Baloise TFB |
| ------------------------- | ------------------------- | ------------------------- |
| Num                       | Coureur                   | Pos                       |
| 141                       | Kamiel Bonneu (BEL)       | 32e                       |
| 142                       | Toon Clynhens (BEL)       | AB                        |
| 143                       | Lars Craps (BEL)          | 49e                       |
| 144                       | Elias Maris (BEL)         | 68e                       |
| 145                       | Vincent Van Hemelen (BEL) | 79e                       |
| 146                       | Dylan Vandenstorme (BEL)  | 56e                       |
| 147                       | Ward Vanhoof (BEL)        | AB                        |

| Caja Rural-Seguros RGA CJR | Caja Rural-Seguros RGA CJR    | Caja Rural-Seguros RGA CJR |
| -------------------------- | ----------------------------- | -------------------------- |
| Num                        | Coureur                       | Pos                        |
| 151                        | Julen Arriolabengoa (ESP)     | 89e                        |
| 152                        | Fernando Barceló (ESP)        | 11e                        |
| 153                        | Jefferson Cepeda (ECU)        | 5e                         |
| 154                        | Samuel Fernández García (ESP) | 78e                        |
| 155                        | Calum Johnston (GBR)          | AB                         |
| 156                        | Eduard Prades (ESP)           | 20e                        |
| 157                        | David González López (ESP)    | 24e                        |

| Team Novo Nordisk TNN | Team Novo Nordisk TNN   | Team Novo Nordisk TNN |
| --------------------- | ----------------------- | --------------------- |
| Num                   | Coureur                 | Pos                   |
| 161                   | Hamish Beadle (NZL)     | AB                    |
| 162                   | Sam Brand (GBR)         | AB                    |
| 163                   | Quinten De Graeve (BEL) | AB                    |
| 164                   | Matyáš Kopecký (CZE)    | 44e                   |
| 165                   | Péter Kusztor (HUN)     | AB                    |
| 166                   | Declan Irvine (AUS)     | AB                    |
| 167                   | Umberto Poli (ITA)      | AB                    |

| Q36.5 Pro Cycling Team Q36 | Q36.5 Pro Cycling Team Q36 | Q36.5 Pro Cycling Team Q36 |
| -------------------------- | -------------------------- | -------------------------- |
| Num                        | Coureur                    | Pos                        |
| 171                        | Gianluca Brambilla (ITA)   | 19e                        |
| 172                        | Negasi Abreha (ETH)        | AB                         |
| 173                        | Walter Calzoni (ITA)       | 87e                        |
| 174                        | Alessandro Fancellu (ITA)  | 88e                        |
| 175                        | Joey Rosskopf (USA)        | AB                         |
| 176                        | Rory Townsend (IRL)        | AB                         |
| 177                        | James Whelan (AUS)         | AB                         |

| TDT-Unibet TDT | TDT-Unibet TDT           | TDT-Unibet TDT |
| -------------- | ------------------------ | -------------- |
| Num            | Coureur                  | Pos            |
| 181            | Lander Loockx (BEL)      | 70e            |
| 182            | Hartthijs de Vries (NED) | 67e            |
| 183            | Owen Geleijn (NED)       | AB             |
| 184            | Jelle Johannink (NED)    | 17e            |
| 185            | Tomáš Kopecký (CZE)      | 74e            |
| 186            | Zeb Kyffin (GBR)         | AB             |
| 187            | Adam Ťoupalík (CZE)      | 39e            |

| TotalEnergies TEN | TotalEnergies TEN       | TotalEnergies TEN |
| ----------------- | ----------------------- | ----------------- |
| Num               | Coureur                 | Pos               |
| 191               | Sandy Dujardin (FRA)    | 46e               |
| 192               | Thomas Gachignard (FRA) | 54e               |
| 193               | Lorrenzo Manzin (FRA)   | AB                |
| 194               | Julien Simon (FRA)      | AB                |
| 195               | Anthony Turgis (FRA)    | 16e               |
| 196               | Baptiste Vadic (FRA)    | 84e               |
| 197               | Dries Van Gestel (BEL)  | 13e               |

| Tudor Pro Cycling Team TUD | Tudor Pro Cycling Team TUD     | Tudor Pro Cycling Team TUD |
| -------------------------- | ------------------------------ | -------------------------- |
| Num                        | Coureur                        | Pos                        |
| 201                        | Jacob Eriksson (SWE)           | 60e                        |
| 202                        | Sebastian Kolze Changizi (DEN) | AB                         |
| 203                        | Miká Heming (GER)              | AB                         |
| 204                        | Alexander Kamp (DEN)           | 50e                        |
| 205                        | Arthur Kluckers (LUX)          | 81e                        |
| 206                        | Aloïs Charrin (FRA)            | AB                         |
| 207                        | Fabian Weiss (SUI)             | AB                         |

| Uno-X Mobility UXM | Uno-X Mobility UXM           | Uno-X Mobility UXM |
| ------------------ | ---------------------------- | ------------------ |
| Num                | Coureur                      | Pos                |
| 211                | Tobias Johannessen (NOR)     | 38e                |
| 212                | Martin Bugge Urianstad (NOR) | 43e                |
| 213                | Odd Christian Eiking (NOR)   | 14e                |
| 214                | Markus Hoelgaard (NOR)       | 34e                |
| 215                | Anders Skaarseth (NOR)       | 86e                |
| 216                | Anders Johannessen (NOR)     | AB                 |
| 217                | Andreas Leknessund (NOR)     | 41e                |